# Ken Wilkinson
Ken Wilkinson (* 17. März 1917; † 26. Mai 1997) war ein neuseeländischer Tischtennisfunktionär. Er wurde mit dem ITTF Merit Award ausgezeichnet.

## Werdegang
36 Jahre lang, bis 1985, war Ken Wilkinson Geschäftsführer (Secretary, Executive Officer) des neuseeländischen Tischtennisverbandes, anfangs ehrenamtlich, später aber als bezahlter Vollzeit-Job. Während seiner Amtszeit organisierte er zahlreiche Besuche ausländischer Weltklassespieler und - spielerinnen in Neuseeland. Zusammen mit Keith Bowler gehörte er 1978 zu den Mitbegründern des Ozeanischen Tischtennisverbandes. Bis 1993 war er dessen Präsident. Bereits 1967 bis 1971 und 1973 bis 1975 hatte er das ozeanische Tischtennis als Vizepräsident beim Weltverband ITTF vertreten.
1984 schrieb er das Buch Fifty Years Across the Table: A History of the New Zealand Table Tennis Association 1934-84.
Ken Wilkinson erfreute sich mancher Auszeichnungen: 1975 erhielt er die British-Empire-Medaille. Wegen seiner Verdienste für den internationalen Tischtennissport wurde ihm die Ehrenmitgliedschaft im ITTF angetragen, zudem wurde er 1989 mit dem ITTF Merit Award ausgezeichnet.
Wilkinson war verheiratet und hatte zwei Töchter.